# Jaume Mateu i Martí
Jaume Mateu i Martí (1957) is een dichter en schrijver uit de Balearen die schrijft in het Catalaans. Hij werd in 1957 geboren in Bunyola op het eiland Mallorca. Sedert 2005 is hij voorzitter van het Obra Cultural Balear.
Hij is een van de stichters van Cultureel Collectief Sitja in zijn geboortedorp Bunyola en is een medewerker van Can Gazà, een tehuis voor zieke mensen met sociale problemen. Als “expert met een onmiskenbaar prestige” werd hij in 2012 benoemd als lid van de Sociale Raad van de Stad Palma.

## Werken
Poëzie
- Enderrocaments abissals (1984),
- Botons de foc (1987)
- El color del diumenge (1995), Prijs Bernat Vidal i Tomàs[4]

Verhalend proza
- D’eben i mel (1986)
- La pietà (2003), prijs Alexandre Ballester[4]
- El balancí de la mare (2005), prijs Narrativa Mediterrània Pare Colom[4]

Non fictie
- Marginàlia : Jaume Santandreu i l'exclusió social a Mallorca (1967-2007) [5]
- «L’OCB i el procés sobiranista del Principat de Catalunya»[6]